# Chov hospodářských zvířat

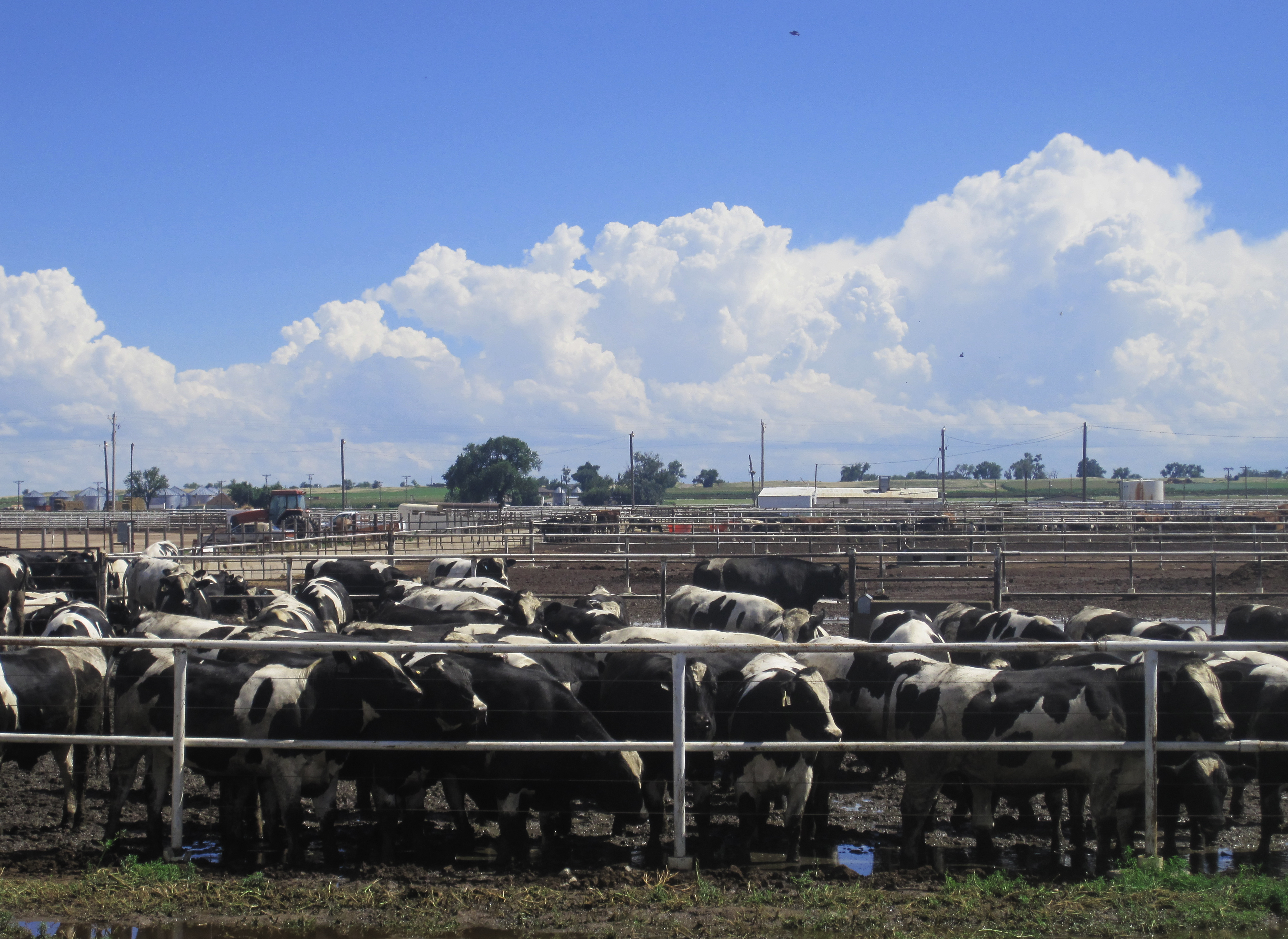
Hovězí dobytek v ohradě, Colorado, Spojené státy americké

Chov hospodářských zvířat (též živočišná výroba) je odvětví zemědělství zabývající se péčí o hospodářská zvířata, poskytující maso, textilní vlákno, mléko, vejce nebo jiné produkty. Zahrnuje každodenní péči, šlechtění a odchov mláďat.
Chov zvířat má dlouhou historii, počínaje neolitickou revolucí kdy došlo k jejich první domestikaci, zhruba 13 tisíc let před naším letopočtem, a předcházel začátku pěstování prvních plodin. Farmářský chov skotu, ovcí, koz a prasat existoval již před vznikem raných civilizací, jako byl starověký Egypt. Počátky domestikace drůbeže jsou pravděpodobně pozdější, asi až v 5. – 4. tisíciletí př. n. l. (Přední Indie).
Zásadní změny přinesla Kolumbovská výměna, která do Nového světa přivezla dobytek Starého světa, a poté britská zemědělská revoluce 18. století, kdy agronomové jako Robert Bakewell šlechtěním zlepšili plemena dobytka pro dosažení větších výnosů masa, mléka a vlny, příkladem je skot Dishley Longhorn a ovce Lincoln Longwool.
V některých částech světa se pro hospodářské účely využívá široká škála dalších druhů zvířat, například kůň, vodní buvol, lama, králík nebo morče. Rozšířená je také akvakultura ryb, měkkýšů a korýšů, dále chov včel nebo bource morušového. V několika zemích se pro lidskou spotřebu chová i hmyz; například v Thajsku je ziskovým odvětvím chov cvrčků.
Moderní chov zvířat závisí na produkčních systémech adaptovaných na dostupné typy pozemků. Ve vyspělejších částech světa je samozásobitelské hospodaření nahrazováno intenzivním chovem zvířat, například velkokapacitními kravíny nebo drůbežárnami. Na méně úrodných půdách, například v horských oblastech, je chov zvířat často extenzivnější a ta se mohou pohybovat volně a sama si vyhledávat potravu.
Většinu hospodářských zvířat tvoří býložravci, s výjimkou prasete, které je všežravcem. Přežvýkavci, jako je skot a ovce, jsou přizpůsobeni ke krmení trávou; mohou se pást venku, nebo mohou být živeni zcela nebo částečně krmivy bohatšími na energii a bílkoviny, například peletovanými obilovinami. Prasata a drůbež nedokážou trávit celulózu v píci a vyžadují obiloviny a další vysoce energetická krmiva.
Chov zvířat, zejména intenzivní, má značný dopad na životní prostředí. Využívá asi třetinu nezaledněného zemského povrchu, čímž způsobuje ztrátu řady biotopů a vytváří asi polovinu celosvětové produkce skleníkových plynů. Od 18. století je stále významnějším tématem životní pohoda (welfare) hospodářských zvířat. Reakcí na to je rozsáhlé uplatňování zákonů a nařízení, týkajících se zajištění přiměřených životních podmínek zvířat. V kultuře má chov zvířat často idylický ráz, zpravidla vykreslovaný v dětských knihách a písních, kde žijí šťastná zvířata v atraktivní krajině.

## Historie

### Zrod chovu

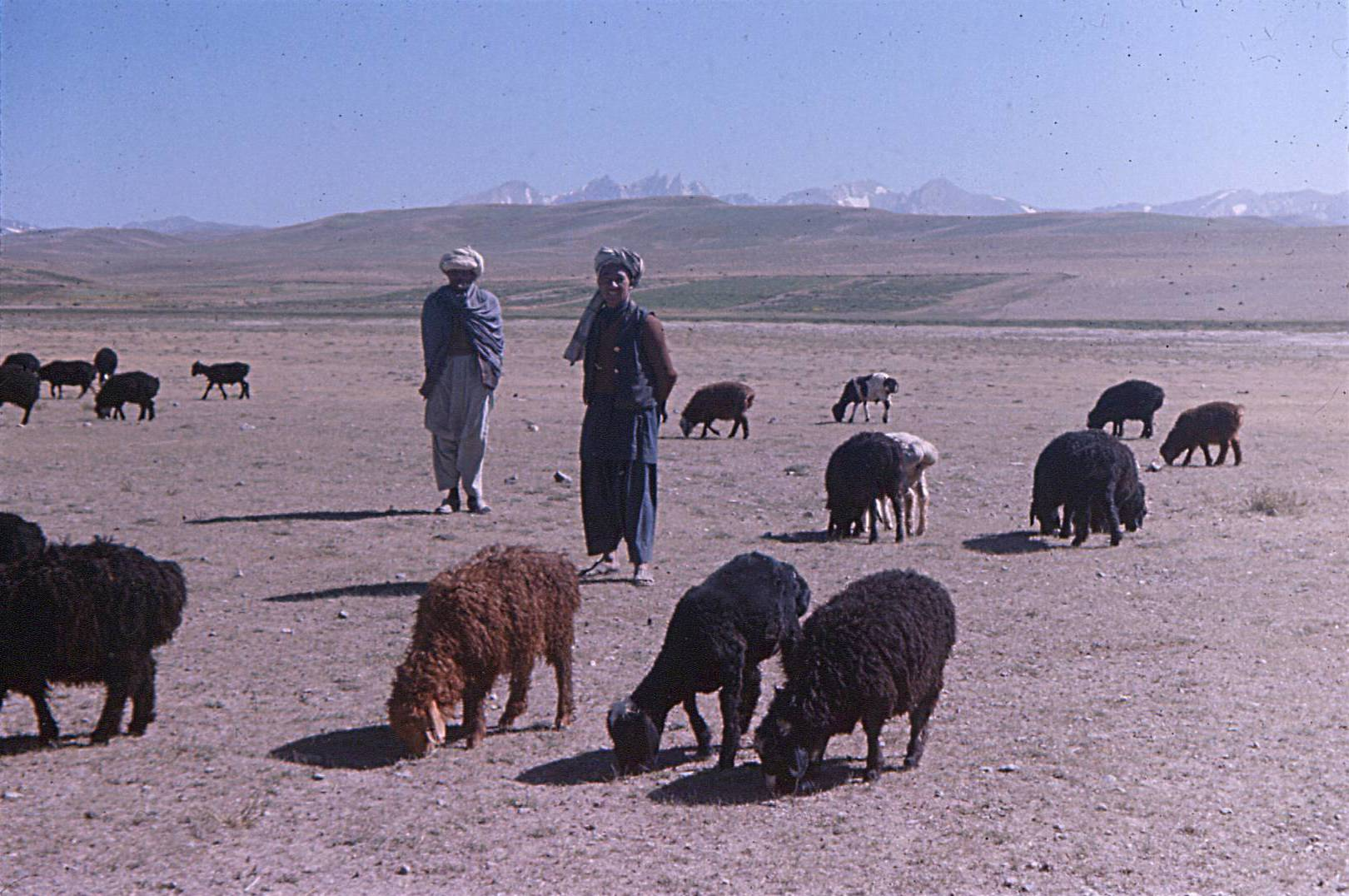
Domestikace přežvýkavců, podobně jako těchto tlustoocasých ovcí v Afghánistánu, zajistila kočovníkům na Středním východě a ve střední Asii spolehlivý zdroj potravy.

S domestikací hospodářských zvířat začali lovci-sběrači, kteří potřebovali získat trvale dostupný zdroj potravy pro případ neúspěšného lovu. Požadované vlastnosti domácího zvířete spočívají v tom, že by mělo být užitečné pro člověka, mělo by se mu dařit v jeho společnosti, mělo by se snadno množit a nemělo by vyžadovat náročnou péči.
Domestikace nebyla izolovanou událostí, ale procesem opakovaným v různých dobách na různých místech. Ovce a kozy doprovázely kočovníky na Středním východě, zatímco skot a prasata byly spojeny s usedlejšími komunitami.
Prvním domestikovaným zvířetem se stal pes. Polodivocí psi, pravděpodobně počínaje mladými jedinci, mohli být lidmi tolerováni jako mrchožrouti a hubitelé škůdců. Jako společenská zvířata lovící ve smečkách měli předpoklady stát se součástí lidských skupin a pomáhat jim s lovem. Původně lovná zvířata jako ovce, kozy, prasata a skot byla postupně domestikována během počátků zemědělství.
Domestikace prasete poprvé proběhla v Mezopotámii zhruba 9 000 př. n. l., tomu předcházelo období „přírodního chovu“ divokého prasete praktikované snad již 13 000 let před naším letopočtem. Někdy mezi 11,000 a 9,000 let př. n. l. pak následovaly ovce. Skot byl domestikován z divokého praturu v oblastech moderního Turecka a Pákistánu zhruba kolem 8500 let př. n. l.
Pro vesničana se kráva stala velkým přínosem. Produkovala více mléka než potřebovalo její tele a její síla mohla být využita pro tažení pluhu, saní a později vozů, svážejících úrodu. Asi 4000 let př. n. l. na Blízkém východě došlo k prvnímu využití tažných zvířat, tím zemědělská produkce dramaticky vzrostla. V jižní Asii byl domestikován slon, a to asi 6000 let př. n. l.
V severovýchodní Číně se našly fosilizované kuřecí kosti datované zhruba 5040 př. n. l., v místech daleko od džunglí tropické Asie, kde žili jejich divocí předkové. Archeologové se však domnívají, že původním účelem domestikace bylo využití pro kohoutí zápasy.
Mezitím byly v Jižní Americe domestikovány lama a alpaka, pravděpodobně před 3. tisíciletím př. n. l., a to pro nošení nákladů a pro svou vlnu. Ani jedno plemeno nebylo dostatečně silné pro tahání pluhu, což omezilo rozvoj zemědělství v Novém světě.
Koně se přirozeně vyskytují ve stepích střední Asie, domestikováni byli asi 3000 let př. n. l. v oblasti kolem Černého a Kaspického moře. Původně sloužili jako zdroj masa, následovalo využití jako tažného a jezdeckého zvířete. Zhruba ve stejné době proběhlo v Egyptě zkrocení divokého osla. Brzy poté proběhla domestikace velblouda, velblouda dvouhrbého v Mongolsku a arabského dromedára, jako nosičů břemen. Do začátku 1. tisíciletí př. n. l. již karavany dromedárů spojovaly Indii s Mezopotámií a Středomořím.

### Starověké civilizace

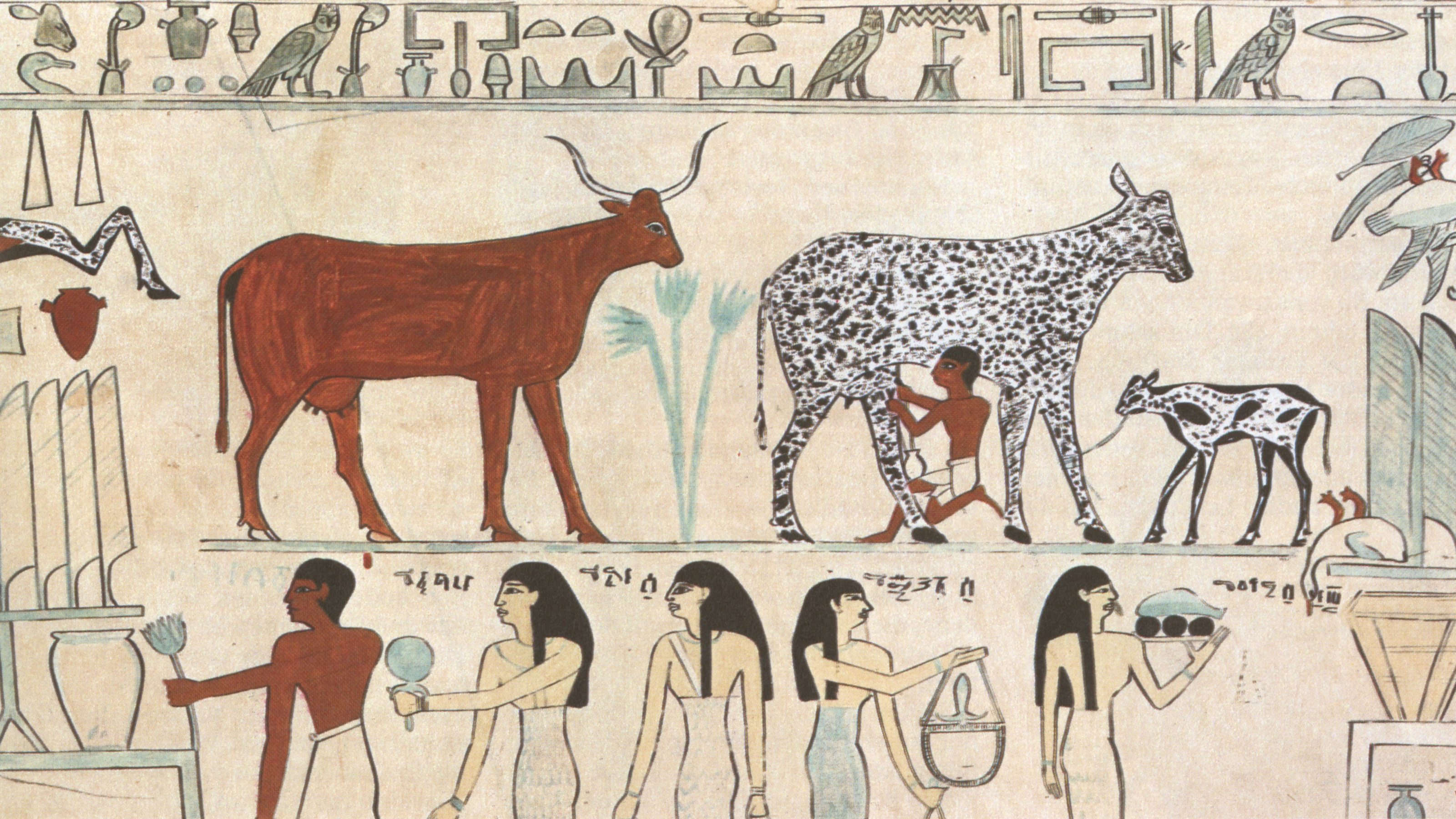
Dojení krav ve starověkém Egyptě

Ve starověkém Egyptě byl nejdůležitějším hospodářským zvířetem skot. Kromě toho se chovaly ovce, kozy a prasata. Drůbež včetně kachen, husí a holubů se chytala do sítí a poté pěstovala na farmách, kde se nuceně vykrmovala těstem, aby ztloustla.
Řeka Nil složila jako vydatný zdroj ryb. Medonosné včely poskytující med a vosk byly domestikovány nejpozději během Staré říše.
Ve starověkém Římě se choval všechen dobytek známý ve starověkém Egyptě. Kromě toho byli nejpozději v prvním století před naším letopočtem domestikováni králíci na maso. Ze tchoře byla domestikací vytvořena fretka, za účelem vyhánění králíků z jejich podzemních nor, toto použití zmiňuje Plinius starší.

### Chov ve středověku

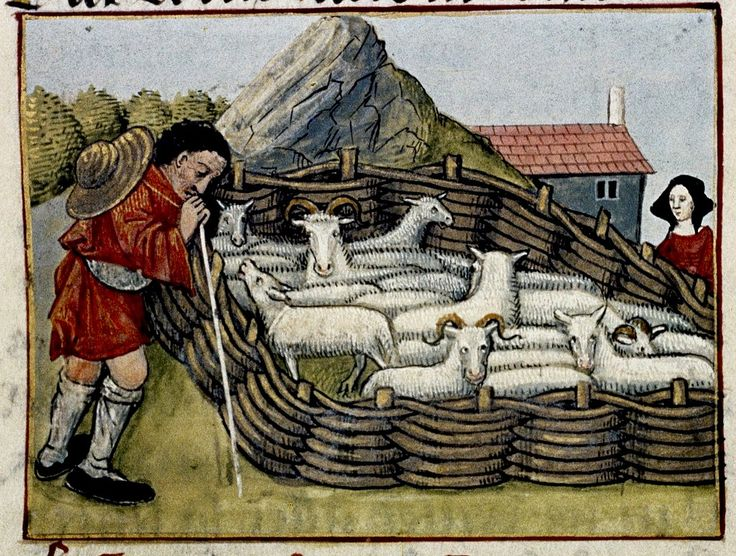
Pastýř s ovcemi v ohradě z pleteného proutí. Francie, 15. století.

Po zhroucení římské říše došlo v Evropě k úpadku zemědělství včetně chovu zvířat. Některé aspekty, jako pastevectví, přetrvaly během celého období. Do začátku 11. století se hospodářství oživilo a krajina byla opět produktivní.
Anglická Domesday Book zaznamenala každý pozemek a každé zvíře v Británii: „nebylo jediného lánu, aniž čtvrtlánu, co více ... dokonce ani vola, ani krávy, ani vepře nebylo, kterýž by nebyl zaznamenán v [královském] soupisu.“ Například královský statek Earley v Berkshire, jedna z tisíců v knize uvedených vesnic, měl v roce 1086 „2 rybárny v hodnotě [placení daně] 7 šilinků a 6 pencí [každý rok] a 20 akrů louky [pro dobytek]. Les pro [obživu] 70 prasat.“
Pokroky v chovu zvířat během evropského středověku šly ruku v ruce s inovacemi v dalších oblastech. Vylepšení pluhu umožnilo orbu půdy do větší hloubky. Roli hlavních tažných zvířat převzali od skotu koně, začaly se prosazovat nové myšlenky jako střídání plodin a pěstování pícnin pro zimní krmení dobytka. Rozšířilo se pěstování hrachu, fazolu a vikve; tyto plodiny zlepšily úrodnost půdy prostřednictvím fixace dusíku, což umožnilo zvýšit počty chovaných hospodářských zvířat.

### Kolumbovská výměna
Průzkum a kolonizace Severní a Jižní Ameriky vedly k zavedení plodin jako kukuřice, brambory, sladké brambory a maniok do Evropy, zatímco hlavní hospodářská zvířata Starého světa – dobytek, koně, ovce a kozy – se dostala do Nového světa, spolu s pšenicí, ječmenem, rýží a vodnicí.

### Zemědělská revoluce

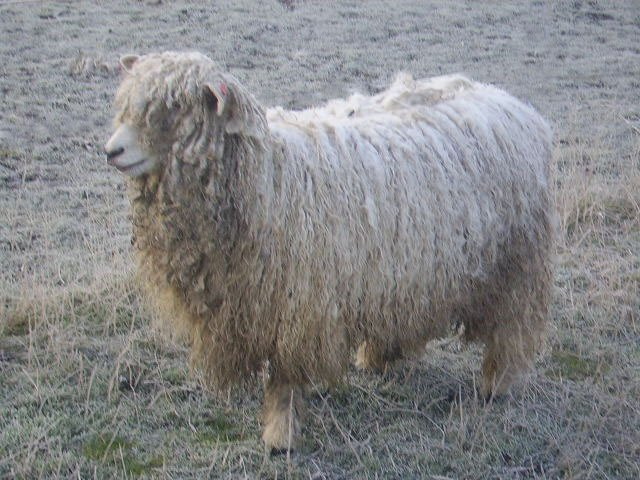
Ovčí plemeno Lincoln Longwool bylo v 18. století zlepšeno Robertem Bakewellem.

Šlechtění za účelem dosažení požadovaných rysů dal vědecké základy Robert Bakewell během britské zemědělské revoluce v 18. století. Jedním z jeho nejdůležitějších chovatelských programů bylo šlechtění ovce. S využitím původní populace dokázal rychle vyčlenit velké, přesto subtilní ovce s dlouhou, lesklou vlnou. Bakewellem vylepšené plemeno Lincoln Longwool následně sloužilo jako základ pro vyšlechtění dalšího plemene, New (nebo Dishley) Leicester. Byla bezrohá a měla hranaté, masité tělo s rovným hřbetem.
Tyto ovce se rozsáhle vyvážely a přispěly k mnoha moderním plemenům. Pod Bakewellovým vlivem začali angličtí farmáři šlechtit skot primárně na maso. Dlouhorohé jalovice se křížily s býky plemene Westmoreland, čímž vzniklo plemeno Dishley Longhorn.
Evropské polopřírodní nehnojené pastviny, utvářené tradičními zemědělskými postupy, byly udržovány pastvou a sečením. Vzhledem k tomu, že ekologický dopad tohoto způsobu hospodaření s půdou je podobný dopadu přírodních jevů jako požáry, sdílí tento zemědělský systém mnoho příznivých charakteristik s přirozeným prostředím, včetně podpory biologické diverzity. Kvůli intenzifikaci zemědělství je však dnes v Evropě tento způsob hospodaření na ústupu. Používání mechanizace a chemie způsobuje pokles biodiverzity.

## Chov

### Systémy chovu

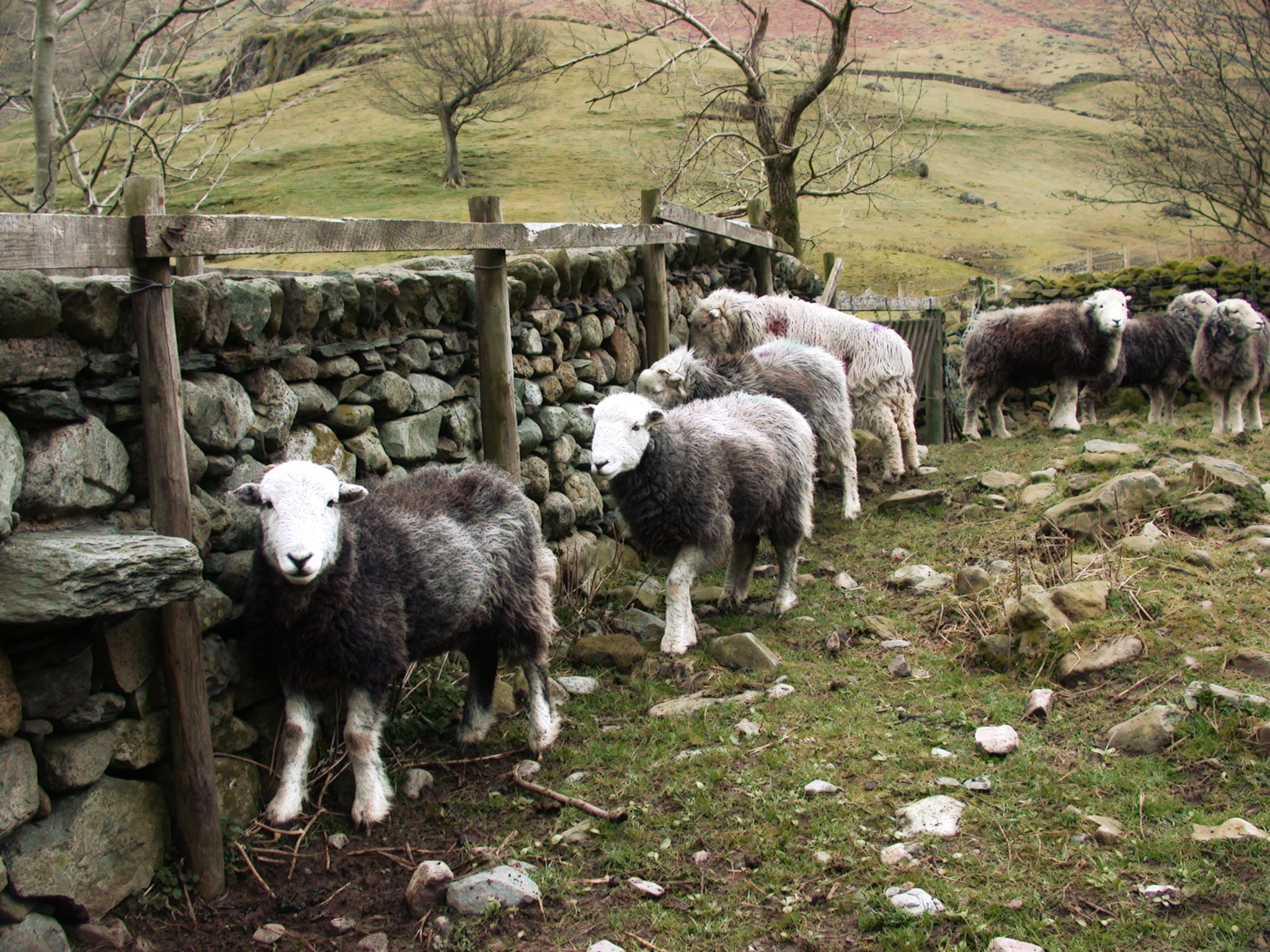
Ovce plemene Herdwick v extenzivním horském chovu, Jezerní oblast v Anglii

Chov zvířat byl tradiční součástí životního stylu samozásobitelského zemědělce, kterému zajišťoval nejen potraviny pro jeho rodinu, ale také palivo, hnojivo, oděv, dopravu a tažnou sílu. Primárním využitím zvířete byly jeho produkty, jako je vlna, vejce, mléko a krev (například u Masajů), které poskytovalo za svého života. Porážení zvířat na maso bylo zpravidla pouze druhotným využitím.
V tradičním systému transhumance se lidé a dobytek sezónně přesouvali mezi pevně určenými letními a zimními pastvinami; v horských oblastech se letní pastvina nacházela v horách, zimní pastvina v údolích.
Chov zvířat může být extenzivní nebo intenzivní. Extenzivní systémy se vyznačují volným pohybem zvířat, případně pod dohledem pastýře kvůli ochraně před predátory. Rančerství v západní části Spojených států charakterizují velká stáda dobytka pasoucí se na rozlehlých veřejných a soukromých pozemcích.
Obdobné formy chovu dobytka se využívají v jižní Americe, Austrálii a dalších místech s rozsáhlými volnými plochami země a nízkými srážkami. Podobné rančerské systémy se používají pro ovce, jeleny, pštrosy, emu, lamy a alpaky.
V oblastech vysočin Spojeného království se ovce na jaře vyvádějí na vrchoviny, kde spásají hojnou horskou trávu. Koncem roku jsou odvedeny do nižších poloh, přičemž v zimě dostávají doplňkové krmení. Ve venkovských oblastech si mohou prasata a drůbež značnou část potravy vyhledávat sami. V afrických komunitách dokážou slepice žít měsíce bez krmení lidmi a přesto produkují jedno nebo dvě vejce týdně.

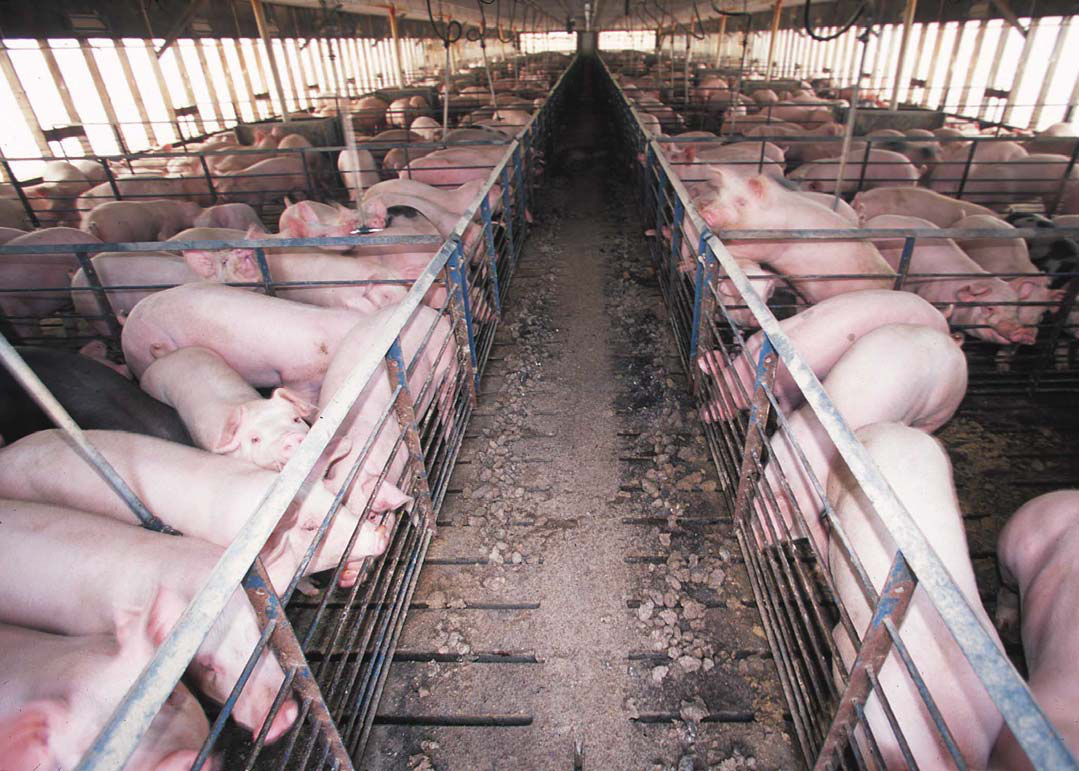
Intenzivní chov prasat ve vepříně, středozápad Spojených států

Opačným extrémem je intenzivní chov zvířat, častý v rozvinutějších částech světa; dojnice jsou trvale ustájeny a veškeré krmivo se jim dováží; masný hovězí dobytek je chován s vysokou hustotou ustájení; prasata bývají umístěna v budovách s kontrolovaným klimatem a nikdy nejsou pouštěna do venkovního prostředí; nosnice jsou v drůbežárnách drženy v klecovém chovu s řízeným světelným režimem. Mezi těmito dvěma extrémy jsou polointenzivní, často rodinné farmy, kde se hospodářská zvířata po většinu roku pasou venku, vyrábí se zde siláž nebo seno pro pokrytí období roku, kdy tráva přestane růst, a hnojivo, krmivo a další potřeby farma získává zvenčí.

### Krmení

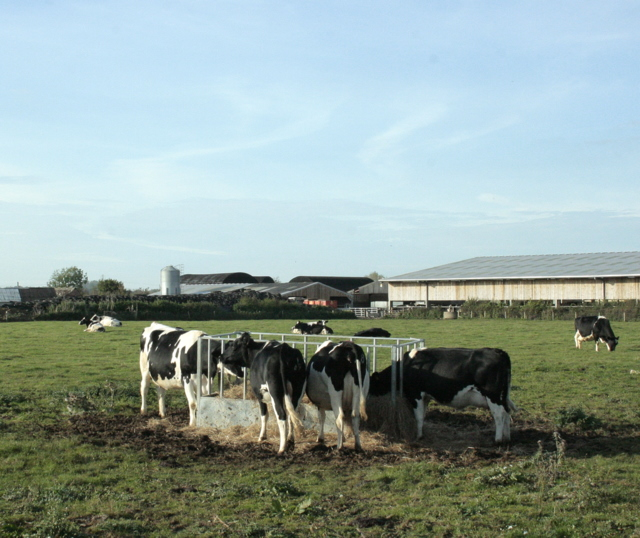
Skot kolem venkovního krmelce

Zvířata používaná jako dobytek jsou převážně býložravá, hlavní výjimku tvoří prase, které je všežravec. Býložravci se dělí na okusovače (concentrate selectors) , kteří se selektivně živí semeny, ovocem a vysoce výživnými mladými listy, spásače (grazers), které se živí hlavně trávou, a přechodné oportunní okusovače‐spásače (intermediate feeders), kteří si vybírají potravu z širokého spektra dostupného rostlinného materiálu. Skot, ovce, kozy, vysoká zvěř a antilopy jsou přežvýkavci. Tráví potravu ve dvou krocích: žvýkají a polykají normálním způsobem, a poté natrávenou směs zvrátí zpět do úst, kde ji znovu sežvýkávají a tak extrahují maximální možnou nutriční hodnotu potravy.
Výživové potřeby těchto zvířat převážně kryje spásání trav. Trávy rostou z odnožovací uzliny, což jim umožňuje přežívat i silné spásání nebo kosení.
Růst trávy je v mnoha podnebných pásmech sezónní, například během jara a léta v mírném pásmu nebo během deštivého období v tropech, takže část luk se místo spásání poseče a konzervuje pro pozdější potřebu, ať už ve formě sena (sušená tráva) nebo siláže (fermentovaná tráva). Pěstují se také další krmné plodiny a mnohé z nich, stejně jako zbytky trávy, se silážují, aby doplnily deficit ve výživových potřebách dobytka během období vegetačního klidu.

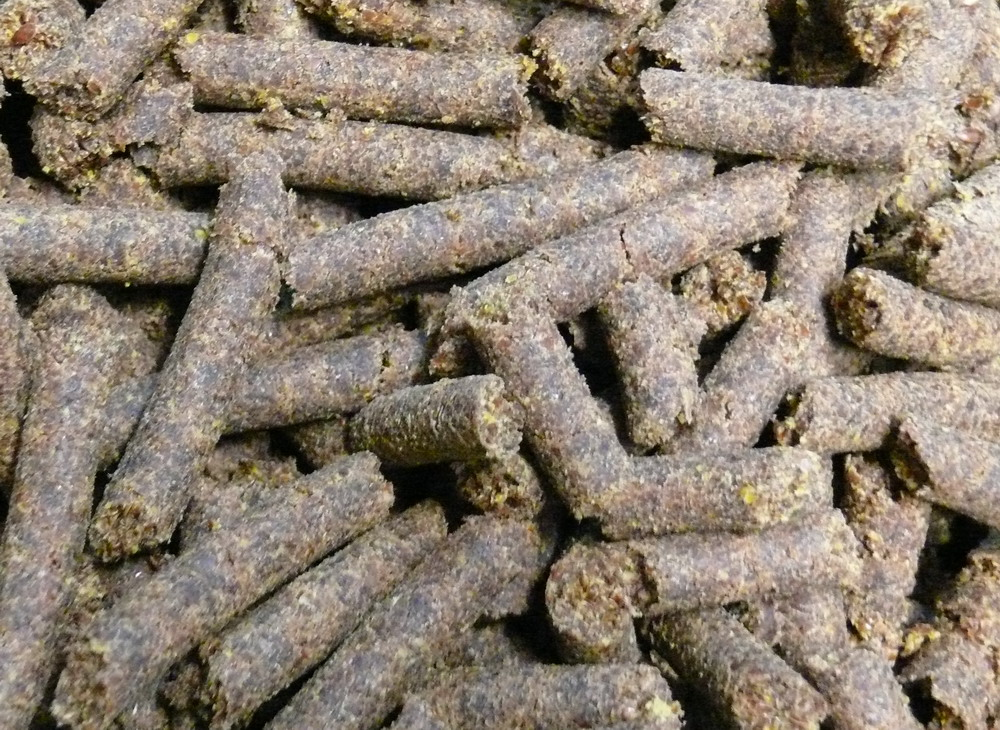
Krmné pelety z lisovaného lnu

Extenzivně chovaná zvířata mohou přežívat výhradně na pícninách, ale intenzivněji chovaný dobytek navíc vyžaduje doplňková krmiva bohatá na bílkoviny a energii. Energie pochází převážně z obilovin a jejich vedlejších produktů, z krmiv bohatých na cukry a tuky, zatímco bílkoviny mohou pocházet z ryb nebo masné moučky, mléčných výrobků, luštěnin a jiných rostlinných krmiv, často vedlejších produktů extrakce rostlinného oleje.
Prasata a drůbež jsou nepřežvýkavci a nejsou schopni trávit celulózu v trávě a jiných pícninách, takže se krmí výhradně obilovinami a jinými vysoce energetickými krmivy. Složky krmných dávek zvířat si farmáři buď pěstují sami, nebo je nakupují ve formě peletovaných či kostkovaných krmivových směsí, speciálně připravených podle kategorie hospodářského zvířete, jeho věku a jeho specifických nutričních požadavků. Kvůli vyváženosti stravy se do krmiv přidávají vitamíny a minerály. Také ryby chované na farmách jsou obvykle krmeny peletovaným krmivem.

### Šlechtění
Šlechtění hospodářských zvířat je jen zřídka spontánní děj. Zpravidla je řízen chovateli s cílem podpořit určité rysy, které jsou považovány za žádoucí. Mezi ně patří vytrvalost, plodnost, mateřské schopnosti, rychlý růst, nízká spotřeba krmiva na jednotku růstu, lepší tělesné proporce, vyšší výtěžky, lepší kvalita srsti a další vlastnosti. Nežádoucí znaky, jako jsou zdravotní vady, agresivita nebo nedostatečná krotkost, jsou šlechtěním potlačovány.
Selektivní chov se stal jedním z faktorů velkého zvýšení produktivity. V roce 2007 typické kuře (brojler) ve věku 8 týdnů vážilo 4,8× více než kuře podobného věku v roce 1957. Během třiceti let do roku 2007 se průměrný výnos mléka u dojnic ve Spojených státech téměř zdvojnásobil.

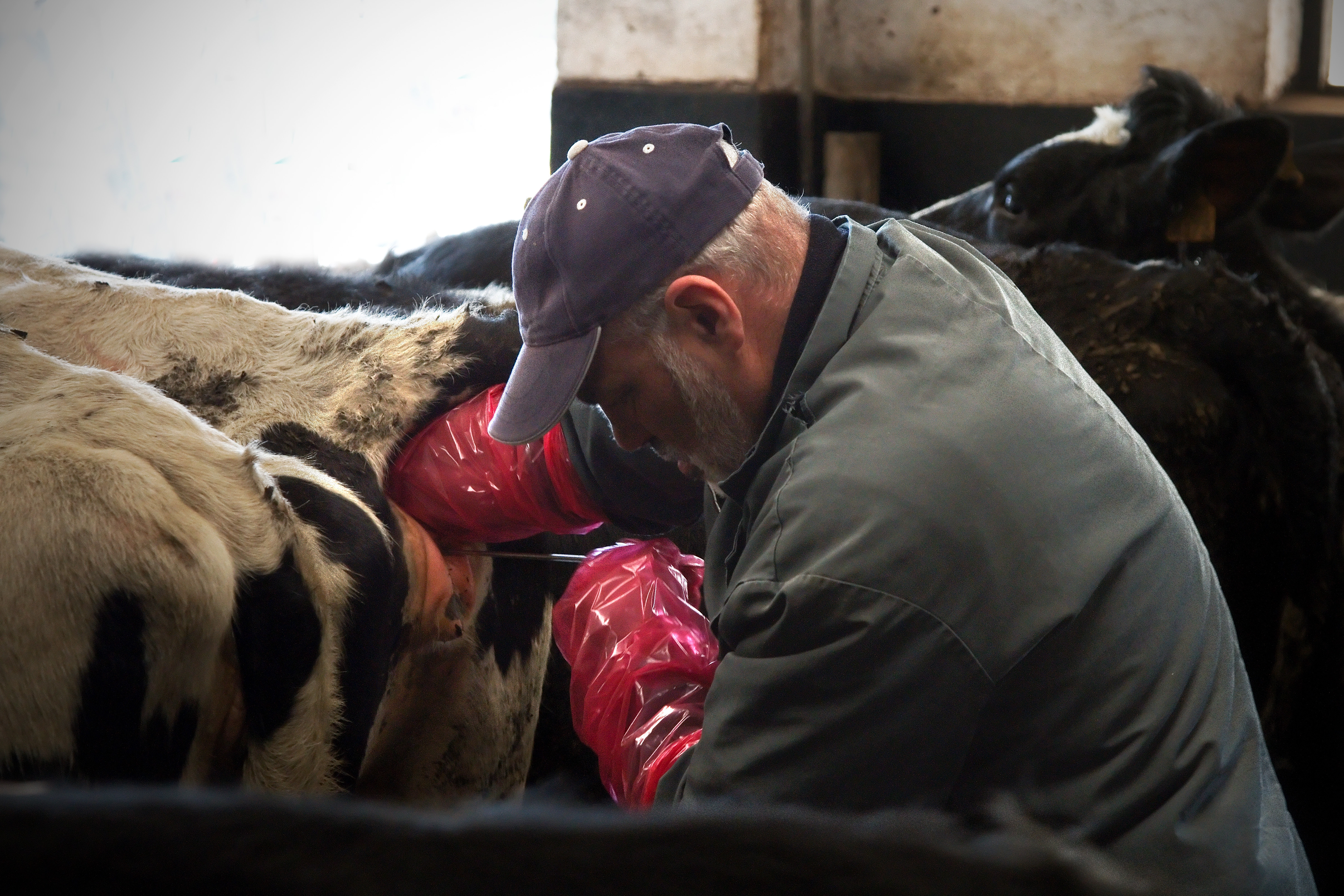
Umělá inseminace krav

Techniky, jako je umělá inseminace a přenos embryí, se dnes často používají nejen jako metody zaručující pravidelnou březost samic, ale také přispívají ke zlepšení genetiky stád. Toho lze dosáhnout transplantací embryí od vysoce kvalitních samic do méně kvalitních náhradních matek, čímž se uvolní kvalitnější samice pro opětovné oplodnění. Tento postup značně zvyšuje počet potomků, kteří mohou být plozeni výběrovou skupinou nejkvalitnějších rodičovských zvířat.
Šlechtění na jedné straně zlepšuje schopnost zvířat efektivněji přeměňovat krmivo na maso, mléko nebo vlákno a zlepšuje kvalitu konečného produktu. Na druhé straně snižuje genetickou rozmanitost, zvyšuje závažnost výskytů některých nemocí a jiných rizik.
Na druhou stranu lze chovat a šlechtit i zvířata, ze kterých nemáme fyzický produkt: Psi, kočky a i další druhy (morčata, hady) lze chovat i pro pouhé potěšení, jako domácí mazlíčky. Přitom i u nich se používají obdoby plemenných knih: Někteří jedinci z vrhu se z chovu vyřazují, předávají laikům, jiní jsou naopak určeni k další plemenitbě.

### Zdraví zvířat

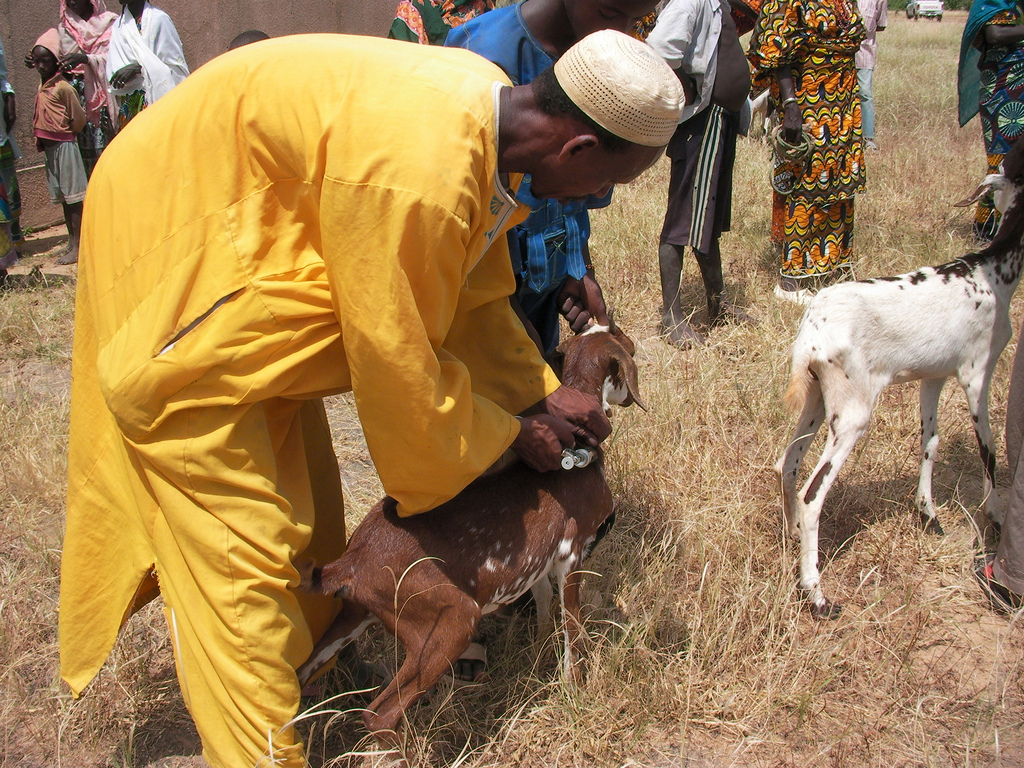
Vakcinace koz v Nigeru

Dobrá péče, správné krmení a hygiena jsou hlavními faktory přispívajícími ke zdraví chovaných zvířat a přinášejícími ekonomické výhody prostřednictvím maximalizace produkce. Pokud zvířata i přes tato opatření onemocní, jsou léčena pomocí veterinárních léků, a to samotným chovatelem nebo veterinářem. V Evropské unii mají zemědělci ošetřující vlastní zvířata povinnost dodržovat pokyny pro léčbu a vést záznamy podaných léčiv.
Zvířata jsou náchylná k řadě nemocí a zdravotních potíží. Některé, jako je klasický mor prasat a scrapie, jsou specifické pro konkrétní druh dobytka, zatímco jiná, jako je slintavka a kulhavka, postihují všechny sudokopytníky.
V případě závažného rozšíření nemoci vlády ukládají regulace na dovoz, vývoz a přesun dobytka, karanténní omezení a povinnost hlášení podezřelých případů. Proti určitým nemocem jsou dostupné vakcíny. Tam, kde je to vhodné, se široce používají antibiotika. Jistou dobu byla antibiotika běžně přidávána do určitých krmných směsí pro podporu růstu, ale tato praxe je nyní v mnoha zemích omezována kvůli riziku vytvoření rezistence na antibiotika.
Hospodářská zvířata v extenzivních a intenzivních chovech jsou napadány vnitřními a vnějšími parazity různou měrou. Například některé hlístice, roztoči a klíšťata jsou častější zejména v extenzivních chovech. Klecové chovy drůbeže mají signifikantně nižší výskyt kokcidiózy než drůbež chovaná na podestýlce. Snížení parazitické zátěže u zvířat vede ke zvýšení produktivity a ziskovosti.
Vlády obzvláště znepokojují zoonózy – onemocnění, která zvířata mohou přenést na člověka. Populace volně žijících zvířat bývají rezervoáry chorob postihujících také domácí zvířata, která je mohou získat v důsledku nedostatečné biologické bezpečnosti. Vypuknutí viru Nipah v Malajsii roku 1999 započalo onemocněním prasat po kontaktu s kaloni, jejich výkaly a močí. Prasata následně přenesla infekci na lidi. Ptačí chřipka H5N1 se vyskytuje u populací volně žijících ptáků a může se přenášet na velké vzdálenosti migrujícími ptáky. Tento virus je snadno přenosný na domácí drůbež a na lidi žijící v její bezprostřední blízkosti. Jiné infekční choroby postihující divoká zvířata, hospodářská zvířata a člověka zahrnují vzteklinu, leptospirózu, brucelózu, tuberkulózu a trichinelózu.

### Rozsah druhů

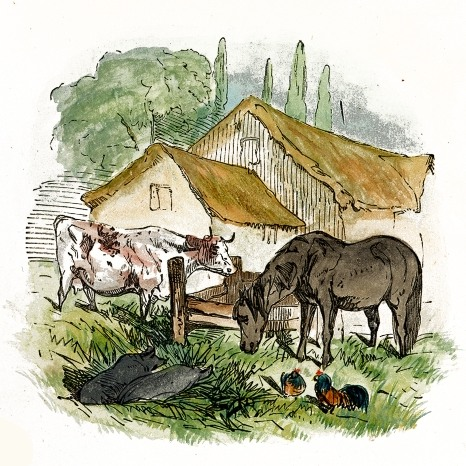
Běžný dobytek: dvůr s krávou, koněm, prasaty a kuřaty,
kresba z roku 1869

Neexistuje jediná všeobecně přijímaná definice hospodářského zvířete. Obecně uznávané druhy hospodářských zvířat zahrnují masný a mléčný skot, ovce, kozy, prasata a drůbež. Různé další druhy, například koně, jsou někdy považovány za dobytek, zatímco drůbež bývá občas z této kategorie vyjímána. V některých částech světa dobytek zahrnuje druhy jako buvol a jihoamerické velbloudovité – alpaka a lama. Někdy se používají mnohem širší úřední definice, zahrnující ryby v akvakultuře, drobné zvířectvo, jako jsou králíci a morčata, stejně jako hmyz od medonosných včel až po cvrčky chované jako lidská potrava.

### Produkty
Zvířata se chovají pro širokou škálu produktů, hlavně maso, vlnu, mléko a vejce, ale také lůj, vyzinu a syřidlo. Zvířata se také chovají pro specializovanější účely, například výrobu vakcín a antisér (obsahující protilátky) pro lékařské použití. Pokud se píce nebo jiné plodiny pěstují spolu se zvířaty, jejich hnůj může sloužit jako hnojivo, vracející minerály a organické látky do půdy v polouzavřeném organickém systému.

## Odvětví

### Mléko

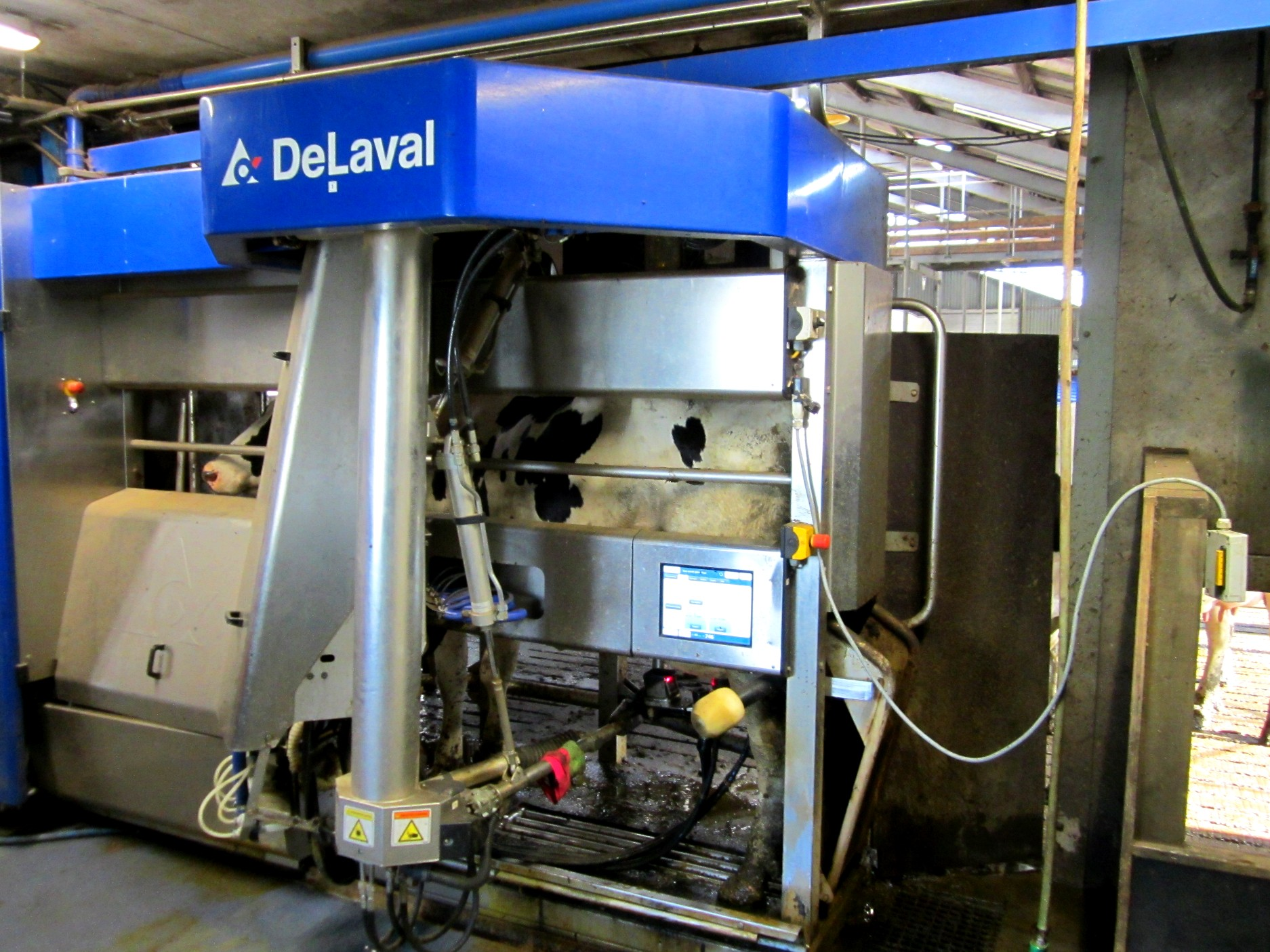
Automatický (robotický) systém dojení holštýnského skotu

Ačkoli mléko pro výživu svých mláďat vytvářejí všichni savci, k produkci mléka a mléčných výrobků pro lidskou spotřebu je po celém světě převážně využívána kráva turu domácího. V menší míře se k produkci mléka využívá ovce, koza, velbloud, buvol, jak, sob, kůň a osel.
Všechna tato zvířata byla během staletí domestikována, přitom se jejich charakteristiky šlechtěním upravovaly pro dosažení žádoucích rysů jako plodnost, produktivita, krotkost a schopnost prosperovat v daném prostředí. Zatímco v minulosti měl skot vícenásobné využití, moderní šlechtění mléčného skotu vedlo ke specializovaným plemenům typu holštýnsko-fríského skotu, které ekonomicky produkují velké množství mléka. Široce se používá umělá inseminace, umožňující chovatelům vybrat konkrétní rysy, vyhovující jejich potřebám.
V minulosti se krávy chovaly v malých stádech na rodinných hospodářstvích, během vegetačního období se pásly na pastvinách a v zimě se krmily senem. Současný trend (asi od poloviny 20. století) směřuje k větším stádům, intenzivnějším systémům, krmení siláží a systému bez pastvy, kdy se posekaná tráva (zelené krmení) přiváží celoročně ustájené krávě.
V řadě společenství je produkce mléka pouze jedním z účelů chovu zvířete, které se používá také k nošení břemen, k tahání pluhu nebo pro produkci vláken, masa a kůže, přičemž zvířecí trus se využívá jako palivo nebo hnojivo. V oblastech a klimatech nevhodných pro mléčný skot se k produkci mléka přednostně využívají ovce a kozy.

### Maso

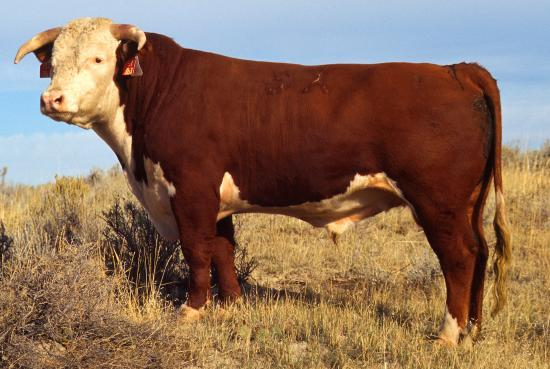
Herefordský skot je odolné plemeno masného hovězího dobytka, v současnosti rozšířené v řadě zemí světa.

Maso, především chovaných zvířat, tvoří hlavní světový zdroj bílkovin, představující průměrně asi 8 % energetického příjmu člověka. Skladba chovaných druhů závisí na místních preferencích, dostupnosti, ceně a dalších faktorech, přičemž mezi hlavní patří skot, ovce, prasata a kozy. Skot běžně plodí jediného potomka ročně, který dospívá až po více než jednom roce; ovce a kozy mají často dvojčata a jsou připraveny k porážce za méně než jeden rok; ještě plodnější jsou prasata, produkující minimálně jeden vrh až 11 selat ročně. V některých oblastech se chovají na maso také koně, osli, jeleni, buvoli, lamely, alpaky, guanaky a vikuni. Některé žádoucí vlastnosti zvířat chovaných na maso zahrnují plodnost, odolnost, rychlý růst, snadnou ovladatelnost a vysokou účinnost přeměny potravy. Přibližně polovina světové produkce masa pochází ze zvířat chovaných na volných nebo ohrazených pastvinách, druhá polovina pochází z intenzivního chovu v různých velkochovných systémech; jedná se většinou o skot, prasata nebo drůbež, často v celoročním ustájení s vysokou hustotou zvířat.

### Drůbež

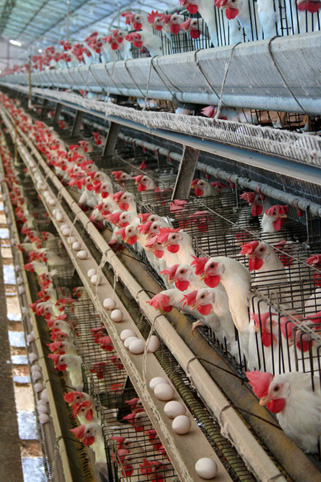
Klecový chov nosnic, Brazílie

Drůbež chovaná na vejce a maso zahrnuje kuřata, krůty, husy a kachny. Velkou většinu nosnic sloužících k produkci vajec tvoří samice kuru domácího. Způsoby chovu nosnic se pohybují od systémů s volným výběhem, kde se ptáci mohou libovolně pohybovat, ale na noc se kvůli ochraně uzavírají do kurníků, přes polointenzivní systémy, kde se slepice chovají ve stodolách a mají hřady, podestýlku a určitou svobodu pohybu až po intenzivní systémy, kde jsou nosnice drženy v klecích. Bateriové klece jsou uspořádány v dlouhých řadách v několika úrovních, s externími podavači krmiva, pítky a mechanismy pro sběr vajec. Toto je nejekonomičtější metoda produkce vajec, ale je kritizována kvůli poškozování welfare zvířat, protože ptáci v klecích nejsou schopni projevovat své přirozené chování. Evropská unie v roce 2012 zakázala používání klasických bateriových klecí, které nahradily větší, tzv. obohacené klece.
V rozvinutém světě se většina masné drůbeže chová ve velkých drůbežárnách, s automatizovaným vybavením a s řízeným prostředím. Takto pěstovaná kuřata se nazývají brojleři. Díky genetickým vylepšením dosahují jatečné zralosti během šesti nebo sedmi týdnů od vylíhnutí. Nově vylíhnutá kuřata se umisťují do malého výběhu s dodatečným vytápěním. Podestýlka na podlaze absorbuje trus a chovná plocha se rozšiřuje s průběhem růstu. Potrava a voda se dodávají automaticky a světelný režim je uměle řízen. Ptáci mohou být poráženi postupně nebo je celá hala poražena najednou.
Podobný systém chovu se obvykle používá pro krůty, které jsou choulostivější než kuřata, jejich růst je pomalejší a často se na závěr přesouvají do oddělených vykrmovacích boxů. Kachny jsou obzvláště populární v Asii a Austrálii a v podmínkách komerčního chovu mohou být poráženy po sedmi týdnech.

### Akvakultura

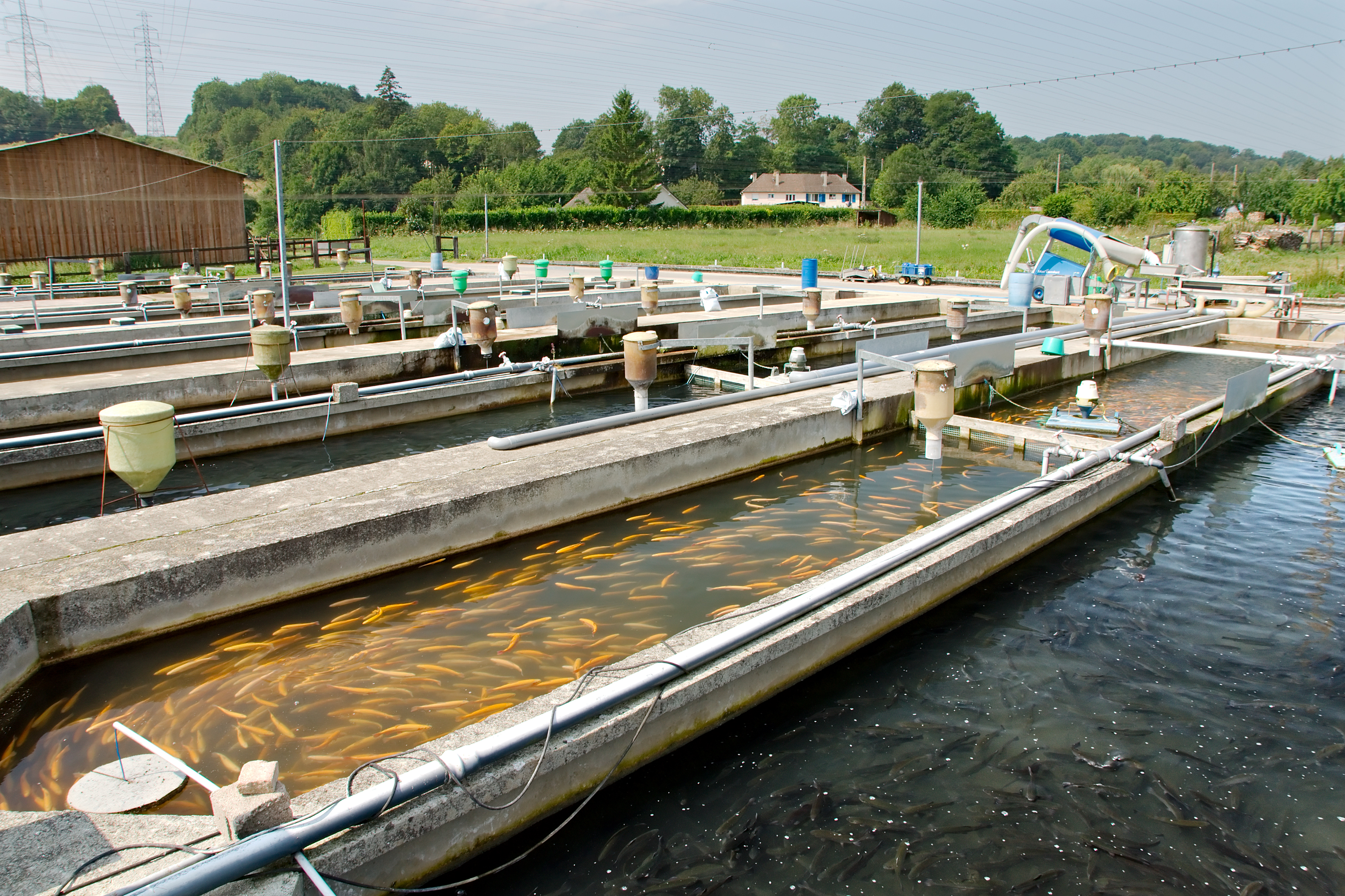
Sladkovodní rybí farma, Francie

Akvakultura je definována jako „chov vodních organismů, včetně ryb, měkkýšů, korýšů a vodních rostlin, a zahrnuje určitou formu zásahů do procesu chovu za účelem zvýšení produkce, jako je pravidelné vysazování, krmení, ochrana před dravci atd. Farmaření zahrnuje individuální nebo korporátní vlastnictví pěstované populace.“ V praxi chov probíhá v moři nebo ve sladkovodních nádržích a může být extenzivní nebo intenzivní. Akvakulturu mohou hostit celé zátoky, jezera nebo rybníky, nebo jsou chovaní živočichové drženi v klecích (ryby), případně na umělých útesech, rámech nebo provazech (měkkýši). Ryby a krevety lze odchovávat v rýžových polích, kam se dostávají přirozeně nebo uměle, a obě plodiny je možné sklízet společně.
V systémech akvakultury tvoří zdroj larev a juvenilních ryb, korýšů a měkkýšů rybí líhně. Když násada dostatečně doroste, převádí se do odchovných nádrží a prodává rybím farmám, kde dorůstá do tržní velikosti. Mezi obvyklé druhy chované v líhních patří garnát, kreveta, losos, tilápie, ústřice a hřebenatka. Podobné zařízení lze využít ke pěstování druhů s potřebou ochrany, které mají být vypuštěny do volné přírody, nebo lovných ryb pro dosazování toků. Důležité aspekty chovu v těchto počátečních fázích je výběr chovné násady, kontrola kvality vody a výživa. Ve volné přírodě dochází k masivní úmrtnosti mladých jedinců; chovatelé se snaží toto minimalizovat a současně maximalizovat přírůstky.

### Hmyz

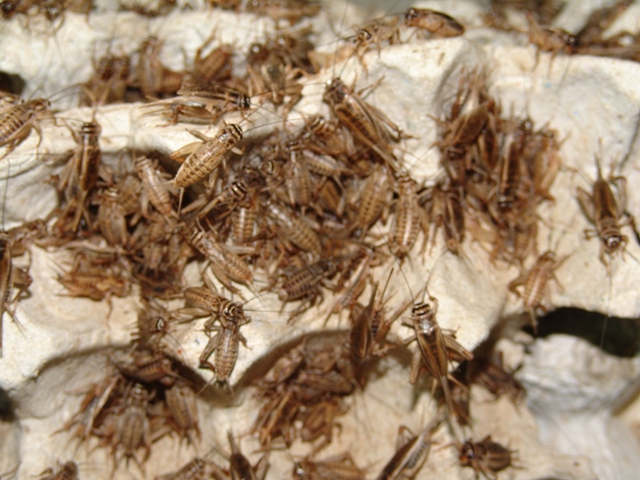
Cvrčci chovaní pro lidskou konzumaci, Thajsko

Včely se chovají v úlech nejpozději od doby první egyptské dynastie před pěti tisíci lety, přitom člověk již dávno předtím sbíral med divokých včel. Pevné úly se používají v mnoha částech světa a zhotovují se z jakéhokoliv místně dostupného materiálu. Ve vyspělejších zemích, kde byly vyšlechtěny krotké a produktivní moderní kmeny domácích včel, se používají různé typy rozebíratelných úlů, které umožňují vytáhnout plásty kvůli zpracování a extrakci medu. Kromě produkce medu a vosku jsou medonosné včely důležitými opylovači plodin a divokých rostlin. V mnohých oblastech se úly převážejí po krajině, aby tak včely pomáhaly při opylování.
Hedvábnictví neboli chov larev bource, zavedli Číňané během dynastie Šang. Jediným komerčně využívaným druhem je domestikovaný bourec morušový. Při zavíjení kokonu každá larva produkuje velmi dlouhé a tenké hedvábné vlákno. Larvy se krmí morušovými listy a v Evropě každoročně vyrůstá pouze jedna generace, protože ve zdejších podmínkách je moruše opadavý strom. V Číně, Koreji a Japonsku jsou však běžné dvě generace ročně a ještě více generací se vyvíjí v tropech. Většina produkce hedvábí pochází z Dálného východu. V Japonsku se při chovu bource morušového uplatňuje umělá výživa.
V některých kulturách tvoří součást lidské stravy hmyz. V Thajsku se pro tento účel chovají cvrčci na severu země a na jihu larvy nosatcovitých brouků Rhynchophorus ferrugineus. Cvrčci jsou drženi v klecích, krabicích nebo skříních a krmí se komerčním peletovaným drůbežím krmivem, zatímco larvy nosatců žijí v zelných a ságových palmách, což omezuje jejich produkci na oblasti výskytu těchto stromů. Další pochutinou tohoto regionu je bambusová housenka Omphisa fuscidentalis a zkoumají se nejvhodnější techniky jejího pěstování na polopřírodních stanovištích.

## Dopady

### Dopady na životní prostředí

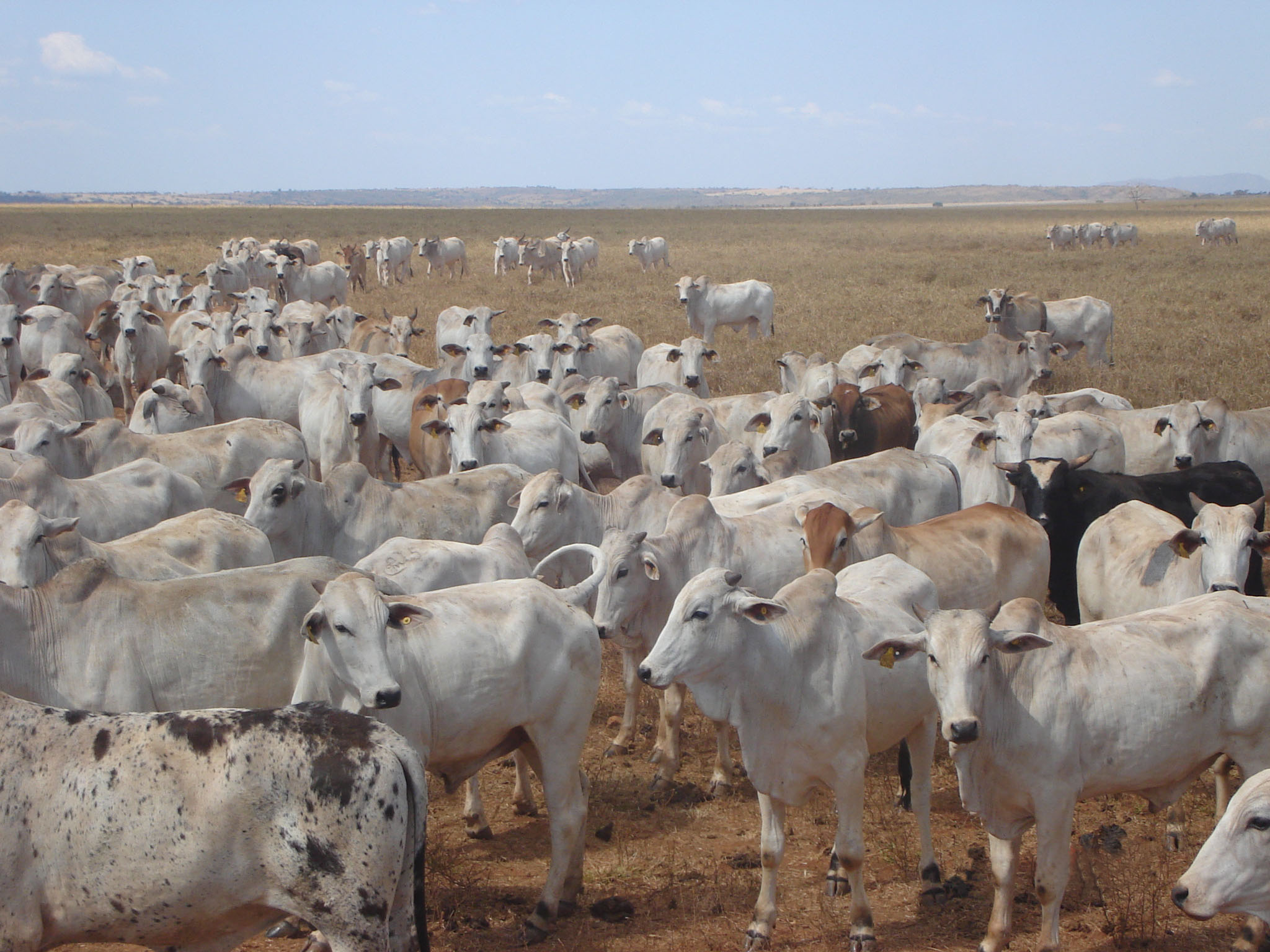
Chov dobytka vyžaduje rozsáhlé plochy země.

Chov zvířat má významný dopad na životní prostředí. Využívá něco mezi 20 až 33 % celkové světové spotřeby sladké vody. Chov hospodářských zvířat a pěstování jejich krmiv zabírá asi třetinu nezaledněné pevniny. Chov je přispívajícím faktorem k vymírání druhů, k dezertifikaci a k zániku biotopů. Živočišná výroba přispívá k vymizení druhů různými způsoby. Biotopy jsou ničeny mýcením lesů a následným využíváním půdy pro pěstování krmných plodin a pastviny, zatímco dravci a býložravci se často stávají cílem pronásledování a lovu, protože jsou považováni za škůdce snižující výnosnost chovu dobytka. Chov zvířat je například zodpovědný za až 91 % odlesňování v oblasti Amazonie. Hospodářská zvířata navíc produkují skleníkové plyny. Skot vytváří zhruba 570 milionů metrů krychlových metanu denně, což představuje 35 až 40 % celkových světových emisí metanu. Chov hospodářských zvířat je zodpovědný za 65 % veškerých antropogenních emisí oxidu dusného, který je silným a dlouhoúčinkujícím skleníkovým plynem. V důsledku toho se zkoumají způsoby snižování dopadu chovu na životní prostředí. Strategie zahrnují využití bioplynu z chlévské mrvy.

### Životní podmínky zvířat
Od 18. století začali lidé věnovat více pozornosti životním podmínkám hospodářských zvířat. Možná měřítka životní pohody zvířete (animal welfare) zahrnují délku života, chování, fyziologii, reprodukci a zdraví. Ve většině zemí platí zákony a normy pro welfare zvířat. Ty jsou obecně v souladu s nejrozšířenějším přístupem v západním světě, kterým je forma utilitarismu: je morálně přijatelné, aby lidé využívali zvířata, pokud přitom zbytečně netrpí a přínosy pro člověka převyšují cenu, kterou hospodářská zvířata platí. Podle opačného názoru mají zvířata práva, neměla by být považována za majetek a nikdy by neměla být využívána lidmi.

### V kultuře

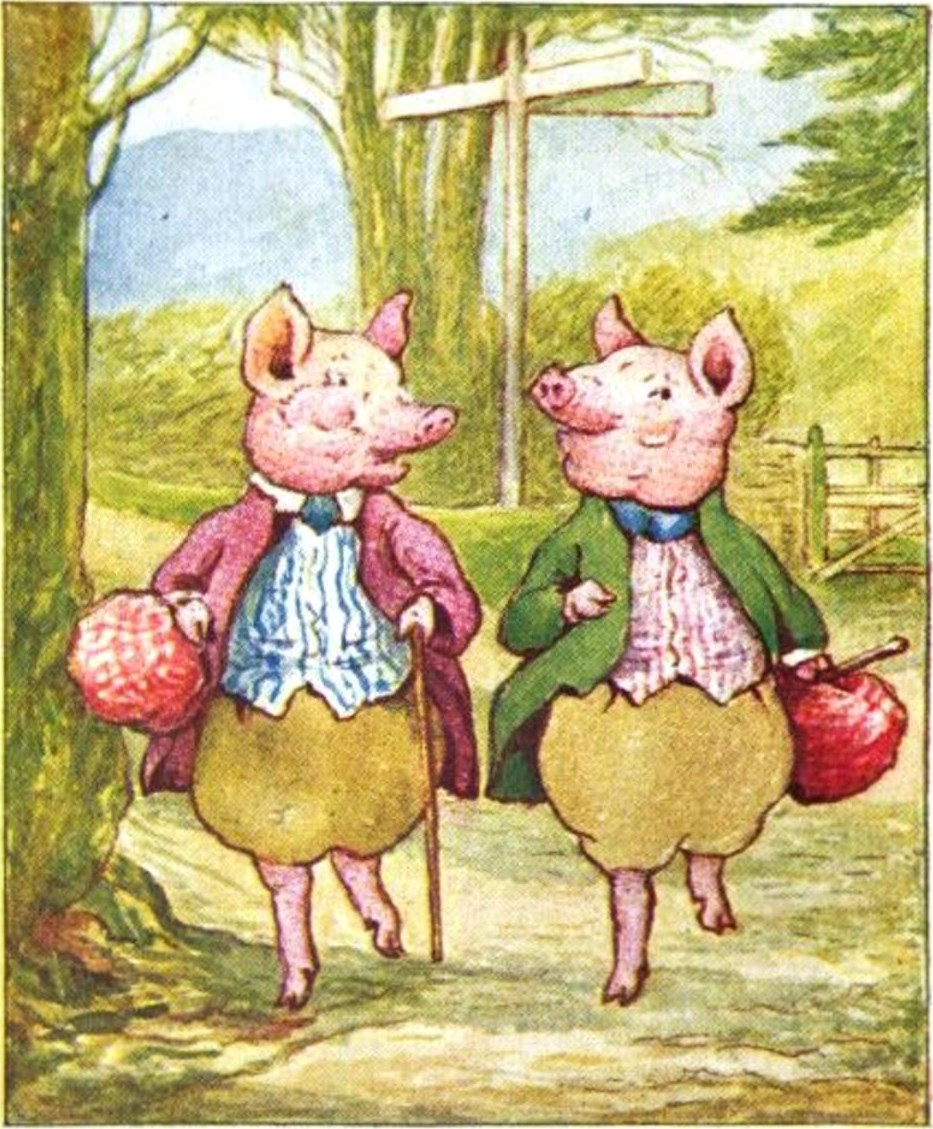
Oblečená prasátka na
ilustraci dětské knihy The Tale of Pigling Bland od Beatrix Potterové, 1913

Hospodářská zvířata jsou častými náměty a postavami dětských knih a písní; realita chovu zvířat je často zkreslená, zjemněná nebo idealizovaná, a dává dětem téměř naprosto smyšlený popis života na farmě. Knihy většinou popisují venkovskou idylu šťastných zvířat, která se mohou svobodně pohybovat v atraktivní krajině, což je zcela v rozporu s realitou neosobních, mechanizovaných činností spojených s moderním intenzivním chovem.
Mnoho městských dětí v západních zemích poprvé přichází do styku s hospodářskými zvířaty na městských farmách (petting farm). Ve Spojeném království navštíví farmu nějakého typu asi pět milionů lidí ročně. To představuje určité riziko infekce, zvláště pokud se děti dotýkají zvířat a pak si neumyjí ruce. Historické farmy nabízejí pobytové akce a „pečlivě vybranou verzi farmaření pro ty, kteří jsou ochotni za to zaplatit“, což někdy namlouvá návštěvníkům romantizovaný obraz venkovské idyly předindustriální minulosti.